# Витиньо Мота
Виктор Уго де Фариа Мота (порт.-браз. Victor Hugo de Faria Mota; род. 27 июля 2003, Марилия, Сан-Паулу), также известный как Витиньо Мота (порт.-браз. Vitinho Mota) — бразильский футболист, вингер клуба «Ред Булл Брагантино», выступающий на правах аренды за «Лондрину».

## Клубная карьера
Витиньо Мота — воспитанник клуба «Деспортиво Бразил», в академию которого он попал в 2017 году. 16 марта 2022 года в матче чемпионата Паулиста  Серии A3 против клуба «Вотупорангуенсе» (2:1) он дебютировал за «Деспортиво», выйдя на замену во втором тайме.
В начале 2023 года Витиньо Мота на правах аренды перешёл в «Ред Булл Брагантино», где первое время играл за дубль. За время выступлений в составе «Ред Булл Брагантино II» Витиньо отметился 6 голами в 35 матчах, сыгранных в различных соревнованиях. 2 ноября 2024 года в матче против клуба «Куяба» (0:0) он дебютировал в бразильской Серии A. 13 января 2025 года Витиньо Мота стал полноценным игроком «РБ Брагантино»: клуб выкупил его у «Деспортиво» и заключил контракт до конца 2029 года.
8 апреля 2025 года на правах арендного соглашения Витиньо Мота перешёл в «Лондрину» до конца 2025 года. 20 апреля 2025 года в матче Серии C против клуба «Флореста» (0:2) он дебютировал за новый клуб, выйдя на замену на 69-й минуте. 26 апреля 2025 года в матче Серии C против клуба «Маринга» (1:1) Витиньо забил дебютный гол за «Лондрину». 28 июня в матче Серии C против клуба «Ретро Бразил» (0:4) вингер оформил «гол+пас».

## Статистика
| Выступление              | Выступление      | Выступление      | Чемпионат | Чемпионат | Кубки | Кубки | Другие | Другие | Итого | Итого |
| Клуб                     | Лига             | Сезон            | Игры      | Голы      | Игры  | Голы  | Игры   | Голы   | Игры  | Голы  |
| ------------------------ | ---------------- | ---------------- | --------- | --------- | ----- | ----- | ------ | ------ | ----- | ----- |
| Деспортиво Бразил        | Серии A3         | 2022             | 3         | 0         | 0     | 0     | 2      | 0      | 5     | 0     |
| Деспортиво Бразил        | Итого            | Итого            | 3         | 0         | 0     | 0     | 2      | 0      | 5     | 0     |
| → Ред Булл Брагантино II | Серии A3         | 2022             | 5         | 1         | 0     | 0     | 10     | 3      | 15    | 4     |
| → Ред Булл Брагантино II | Серии A3         | 2022             | 13        | 1         | 0     | 0     | 7      | 1      | 20    | 2     |
| → Ред Булл Брагантино II | Итого            | Итого            | 18        | 2         | 0     | 0     | 17     | 4      | 35    | 6     |
| Ред Булл Брагантино      | Серия A          | → 2024           | 2         | 0         | 0     | 0     | 0      | 0      | 2     | 0     |
| Ред Булл Брагантино      | Серия A          | 2025             | 0         | 0         | 0     | 0     | 6      | 0      | 6     | 0     |
| Ред Булл Брагантино      | Итого            | Итого            | 2         | 0         | 0     | 0     | 6      | 0      | 8     | 0     |
| → Лондрина               | Серия C          | 2025             | 15        | 3         | 0     | 0     | —      | —      | 15    | 3     |
| → Лондрина               | Итого            | Итого            | 15        | 3         | 0     | 0     | —      | —      | 15    | 3     |
| Всего за карьеру         | Всего за карьеру | Всего за карьеру | 38        | 5         | 0     | 0     | 25     | 4      | 63    | 9     |

1. ↑  Лига Паулиста, Кубок Паулистаen.